# Afrikanisering
Afrikanisering is de algemeen gebruikte historische term om alle hervormingen aan te duiden die het directe gevolg zijn van de koloniale ontvoogding op het Zwarte Continent. De term omvat zowel de nationalisering van niet-Afrikaanse bedrijven, de naamsverandering van geografische gegevens (persoonsnamen of plaatsnamen) als andere maatregelen die bijdragen tot een Afrikaanse bewustwording omdat ze de Afrikaanse identiteit beter weergeven en de erfenis van het koloniale tijdperk verwerpen. In sommige gevallen zijn wijzigingen geen daadwerkelijke naamswijziging, maar gewoon een transcriptie die verschilt van de Europese naam (bijvoorbeeld Antananarivo). 

## Geschiedenis
Deze term werd voor de eerste maal gelanceerd door Kwame Nkrumah, de eerste zwarte president van het onafhankelijke Ghana (het vroegere Goudkust), op een pan-Afrikaans congres in de jaren 1950 waarop ook Patrice Lumumba en andere vooraanstaande Afrikaanse leiders aanwezig waren.
Ze is de vulgaire tegenhanger van de negritude, de in de jaren '30 door Afrikaanse intellectuelen als Leopold Senghor geïntroduceerde stroming.
Mobutu gebruikte het begrip in de jaren 1970 als ideologische basis onder zijn bewind. Hij schrapte zijn christelijke voornamen "Joseph Désiré" en liet zich "Mobutu Sese Seko Kuku Ngbendu Wa Za Banga" noemen, vertaald: ‘De almachtige strijder die van overwinning naar overwinning gaat en vuur in zijn spoor achterlaat.’ Hij liet zich graag fotograferen in een jas van luipaardvel of met op zijn hoofd een muts van tijgerhuid.
Robert Mugabe gebruikte het begrip in de jaren 1990 om de confiscatie van de blanke eigendommen en de ettelijke lynchpartijen in Zimbabwe een schijn van rechtvaardigheid te geven. Hierdoor werd de term Afrikanisering in zulke mate gediscrediteerd dat het woord heden ten dage nog steeds een wrange bijklank heeft.